# Park morski
Park morski (ang. marine park) – park, którego co najmniej część obejmuje obszar morza lub oceanu, z reguły jest chroniony i funkcjonuje w formie parku narodowego, jednak nie jest to warunek konieczny. Jednym z najbardziej znanych, a zarazem największym na świecie jest Morski Park Wielkiej Rafy Koralowej. Pierwszym w Polsce parkiem morskim jest Woliński Park Narodowy. 
Szczególnymi formami parku morskiego są:
- rezerwat morski (ang. marine reserve) będący rodzajem rezerwatu przyrody,
- chroniony obszar morski lub obszar chronionego krajobrazu morskiego (ang. marine protected area, MPA).